# Corbii Mari
Corbii Mari es una comuna ubicada en el distrito de Dâmbovița, Rumania.

## Superficie
Posee una superficie de 106,2 kilómetros cuadrados.

## Demografía
Hasta 2021 la población era de 8298 habitantes, con una densidad de población de 78,16 habitantes por kilómetro cuadrado.